# Federico Mompou
Federico Mompou, vlastním jménem Frederic Mompou i Dencausse (16. dubna 1893 Barcelona – 30. června 1987 tamtéž), byl španělský hudební skladatel a klavírista. Narodil se katalánskému otci a francouzské matce. Odešel do Paříže studovat hru na klavír a skladbu. Do Španělska se vrátil v roce 1941 a usadil se v Barceloně.
Mezi Mompouovými díly vynikají Předměstí, Preludia a Intimní dojmy. Zajímavá je také Suita Compostelana z roku 1962 pro kytaru v šesti větách. Mompou byl velkým milovníkem francouzské hudby 20. století, zejména Satieho, Debussyho a Ravela, a sám také představitelem impresionistické hudby.